# Good Goodbye
„Good Goodbye“ je propagační singl americké rockové kapely Linkin Park, na kterém hostují americký rapper Pusha T a britský rapper Stormzy. Píseň je součást jejich sedmého studiového alba One More Light. Napsali ji členové Linkin Park, přičemž Pusha T a Stormzy napsali vlastní sloky. Píseň byla vydána 13. dubna 2017.

## Pozadí písně
Na textu písně pracovali převážně Mike Shinoda a skladatel Jesse Shatkin. Část písně byla přepsána, protože se jim nelíbilo, jak zní. Své části později napsali rappeři Pusha T a Stormzy.
Se Stormzym chtěli pracovat už dlouhou dobu.

## Videoklip
Během března 2017 se pracovalo na videoklipu k písni. Klip se natáčel v Los Angels.
Oficiální videoklip kapela zveřejnila 5. května 2017. Videoklip byl inspirovaný videohrami. Vystupuje v něm Chester, který musí získat body v basketbalu, aby si zachránil život. Rozhodčího hraje NBA legenda Kareem Abdul-Jabbar, který sleduje skóre. Video je prokládáno záběry Benningtona, Shinody, Pushy T a Stormzyho během zpěvu.

## Obsazení

### Linkin Park
- Chester Bennington – zpěv, doprovodné vokály
- Rob Bourdon – bicí, doprovodné vokály, perkuse
- Brad Delson – kytary, doprovodné vokály
- Dave "Phoenix" Farrell – basová kytara, doprovodné vokály
- Joe Hahn – samply, doprovodné vokály, programování
- Mike Shinoda – rap, klávesy, doprovodné vokály

### Ostatní hudebníci
- Pusha T – rap
- Stormzy – rap